# Max Payne (personaje)
Max Payne es un personaje ficticio y el protagonista jugable de la serie de videojuegos neo-noir del mismo nombre. Max fue presentado en el juego de disparos en tercera persona de 2001 Max Payne, que fue escrito por Sam Lake y desarrollado por Remedy Entertainment. El distribuidor del juego, 3D Realms, tenía la intención de que Max sirviera como "la base de una nueva franquicia de juegos". En el primer juego, el personaje fue interpretado por Lake, con Timothy Gibbs y James McCaffrey más tarde asumiendo el papel, y McCaffrey expresó constantemente. Mark Wahlberg interpretó a Max en la adaptación cinematográfica de 2008 de la serie. El primer y tercer juego de la serie presentan la historia contada por Max desde su punto de vista, mientras que el segundo juego alterna entre el suyo y el del personaje de mujer fatal Mona Sax.
En el Max Payne original , Max es un detective de la policía de Nueva York y un agente especial encubierto de la DEA. Max se convierte en un justiciero tras el asesinato de su familia y, más tarde, el asesinato de su compañero policía, por el que fue incriminado. En el segundo juego, Max Payne 2: The Fall of Max Payne, regresa al departamento como detective y debe resolver una conspiración llena de muerte y traición, que tiene un efecto profundo en su vida personal. Al comienzo de Max Payne 3, desarrollado por Rockstar Games, Max se encuentra empleado como guardaespaldas de Rodrigo Branco, un rico hombre de negocios de São Paulo, Brasil, pero pronto se ve envuelto en otra conspiración. El personaje ha sido bien recibido por los medios.

## Desarrollo de personajes

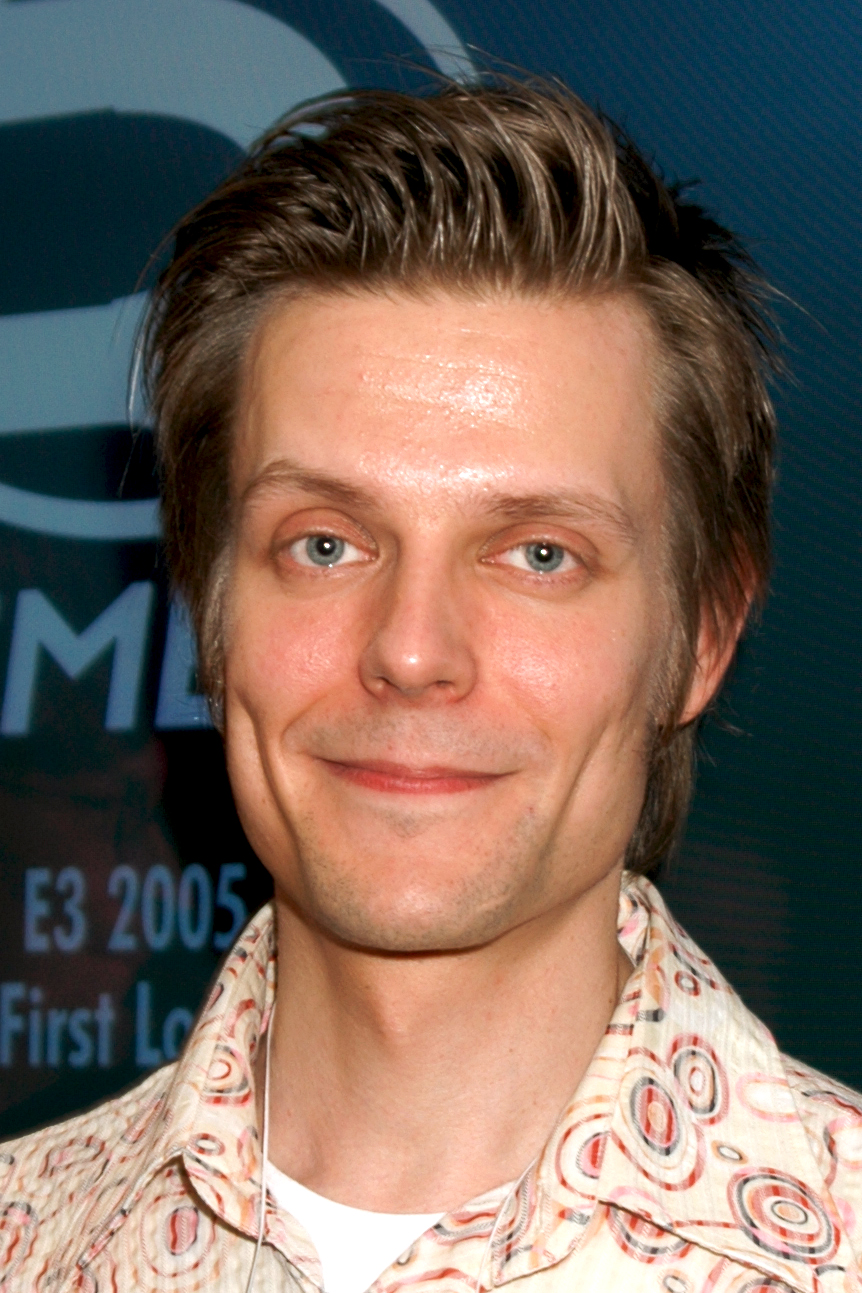
Sam Lake creó el personaje; su rostro se usó en el Max Payne original

En la creación de Max Payne, el editor 3D Realms "quería desarrollar otro personaje fuerte que sería la base para una nueva franquicia de juegos, muy parecido a lo que nosotros [3D Realms] habíamos hecho con Duke Nukem". El personaje principal de Max Payne originalmente se llamaba Max Heat, y 3D Realms gastó más de $20,000 en todo el mundo para registrar este nombre antes de que alguien en la compañía sugiriera el apellido Payne, que fue adoptado de inmediato. Se inspiró en Sam Lake (Sami Järvi), quien escribió la historia y el guion del juego para la compañía finlandesa Remedy Entertainment. Lake también se vistió e interpretó este papel para las cinemáticas al estilo de una novela gráfica. Para Max Payne 2: The Fall of Max Payne, sin embargo, Lake rechazó el papel. Debido a que esta vez tenían un presupuesto mucho mayor, los desarrolladores pudieron contratar actores profesionales y eligieron a Timothy Gibbs como el nuevo modelo para Max.
En ambos juegos, el actor de voz de Max fue James McCaffrey. McCaffrey recordó: "Originalmente, trabajé en un programa llamado Swift Justice, y había algunas similitudes entre los dos personajes en términos de que ambos habían experimentado alguna tragedia familiar y estaban familiarizados con el concepto de venganza, pero no había Max no se basó en ningún personaje específico". En un anuncio anticipado de Rockstar Games (el nuevo desarrollador y editor de la franquicia), el actor de voz de Max iba a ser refundido con un actor mayor. Al final, sin embargo, McCaffrey volvió al papel de Max en Max Payne 3, para el que también proporcionó la captura de movimiento. McCaffrey dijo que realizar la captura de movimiento ayudó a hacer coincidir el diálogo con las escenas y lo comparó con "tener que actuar en Avatar". La apariencia de Payne cambió significativamente para el tercer juego, con un Max mayor, calvo y barbudo; este movimiento recibió reacciones abrumadoramente negativas. En respuesta, Rockstar Games realizó cambios en el juego, a medida que la apariencia de Max cambia a lo largo del juego, incluida su apariencia 'clásica' durante los flashbacks de su tiempo en Nueva Jersey. Según Sam Houser de Rockstar , "Este es Max como nunca antes lo habíamos visto, unos años mayor, más cansado del mundo y más cínico que nunca".McCaffrey comparó a Max en el tercer juego con el personaje de Charles Bronson, Paul Kersey, en la película Death Wish.

### Atributos
Max Payne ha sido puesto en una situación fatalista en contra de su voluntad, al estilo de un elemento clásico de muchas películas de cine negro, el chivo expiatorio. Max es un antihéroe, como él mismo afirma: "Yo no era uno de ellos, yo no era un héroe ". El personaje se destaca por su uso complejo de metáforas y juegos de palabras para describir el mundo que lo rodea dentro de sus monólogos internos, que a menudo contradicen sus respuestas externas a los personajes con los que habla. Es un introvertido extremo y su vida se ilustra en gran medida a través de soliloquios dramáticos y, a menudo, morbosamente cínicos . describir sus sentimientos acerca de sus acciones y situación. También se insinúa a través de los juegos que Max tiene un control cuestionable de la realidad.
Al comienzo del primer juego, Max es visto de manera diferente como un extrovertido sonriente, felizmente casado con una personalidad brillante. Sin embargo, después de que su familia es asesinada, Max pierde el sentido de su vida y trabaja ciegamente hacia el único propósito que le queda: la venganza. Sin embargo, no ha anulado sus sentimientos, ya que se enamora de Mona Sax, la asesina a sueldo de la mujer fatal, cuando se conocen por primera vez, y se hace amigo de Vladimir Lem. Mientras tanto, Max muestra signos de culpa del sobreviviente y comportamiento autodestructivo, considerando que su vida terminó "en un minuto de Nueva York". Al final del segundo juego, finalmente parece encontrar la paz dentro de sí mismo y dice: "Soñé con mi esposa. Estaba muerta. Pero estaba bien". Sin embargo, este no es el caso en Max Payne 3, ya que en la cinemática de apertura, el borracho Max arroja enojado un retrato de lo que se supone que es su familia contra la pared de su apartamento. Se arrepiente de este acto y recoge la imagen.
El vicepresidente de Rockstar, Dan Houser, describió a Max Payne en el tercer juego como "un ex policía viudo borracho, algo malhumorado, que intenta encontrar algún tipo de paz consigo mismo. [...] Un hombre que ha pasado su vida matando, incluso al servicio de su idea de lo que está bien o mal, se va a ver sumamente dañado. [...] Quiere ser un pensador pero es mucho mejor como un hacedor. Cuando piensa, se envuelve en sí mismo. o comete errores. Cuando actúa, es brillante, casi sobrehumano. Ese es su carácter, y la dicotomía entre los dos es la realidad de su vida y el corazón del juego. Parece que no puede avanzar emocionalmente, pero físicamente, es implacable". Se muestra que Max es bastante consciente de sus deficiencias y defectos, y dice: "No me estoy resbalando. Me estoy resbalando. Soy una mala broma". Max Payne 3 lo hace mostrar no solo una violencia extrema, sino también más moderación que en los juegos anteriores.

## Apariciones

### En videojuegos

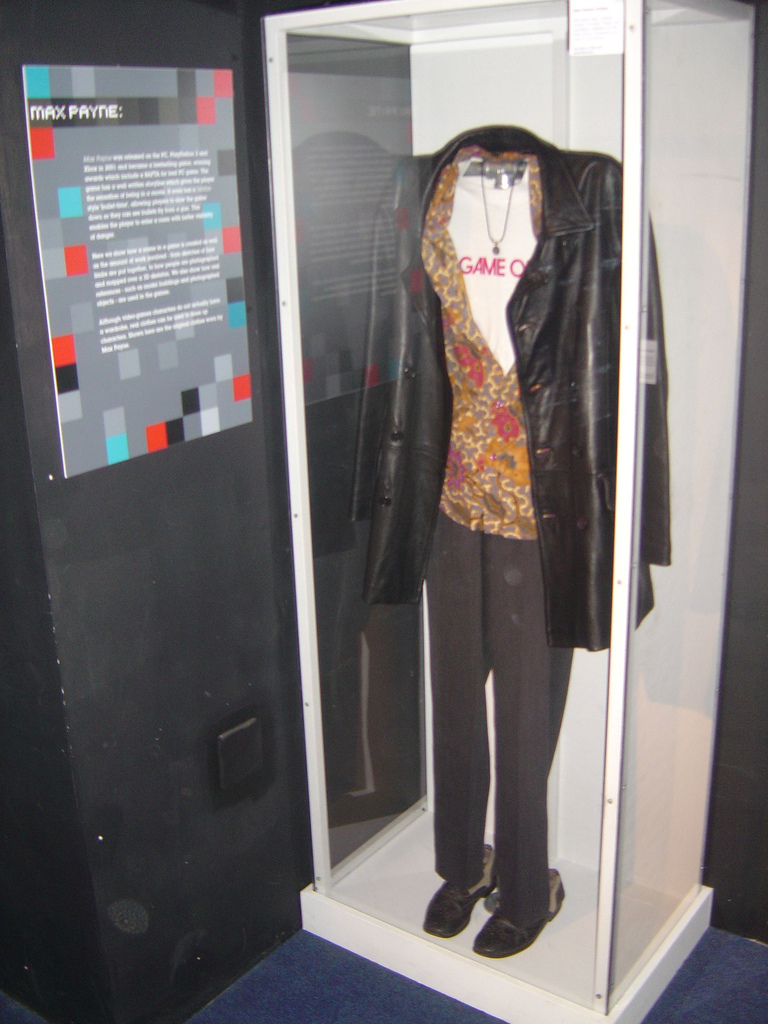
El atuendo estándar de Max del primer juego en exhibición en la exhibición Game On en el Museo de Ciencias

En el juego original, que abarca el período de tres años entre 1998 y 2001, Max Payne (con la voz de James McCaffrey) es un ex detective de homicidios del Departamento de Policía de Nueva York (NYPD) cuya esposa Michelle y su hija Rose de seis meses fueron brutalmente asesinado en un allanamiento de morada relacionado con la investigación de una nueva droga callejera conocida como Valkyr. Enfurecido, Max se unió a la Administración de Control de Drogas (DEA) como agente secreto y se infiltró en la mafia. Eventualmente, incriminado por el asesinato de su socio de la DEA y la policía de Nueva York, Alex Balder, y con su identidad expuesta, Max se convierte en un fugitivo buscado tanto por la mafia como por la policía mientras libra su guerra personal contra el crimen. Eventualmente, descubre y aparentemente destruye una poderosa conspiración detrás de todos estos eventos.
Después de resolver el caso Valkyr y vengar a su familia, Max es absuelto por su contacto en la poderosa sociedad secreta conocida como Inner Circle y regresa a la policía de Nueva York. En la primera secuela, que tiene lugar en 2003, Max comienza a investigar una serie de asesinatos cometidos por un oscuro grupo de asesinos profesionales llamados Cleaners. Pronto, Max se reúne con la sospechosa de asesinato Mona Sax para resolver los misterios del Inner Circle; la investigación conduce a la muerte de Mona.
Después de los eventos del segundo juego, Max se retiró de la fuerza y ahora es adicto al alcohol y a los analgésicos. Después de una violenta confrontación con la mafia, finalmente deja la ciudad de Nueva York por las desconocidas calles de São Paulo, Brasil. Max consigue un trabajo en un destacamento de seguridad para Rodrigo Branco, un rico hombre de negocios junto con Raul Passos que realizó un entrenamiento policial con Max. Después de que secuestran a la esposa de Rodrigo, Max y Raúl descubren y luego destruyen una red de sustracción de órganos humanos que involucra a pandillas callejeras locales, mercenarios paramilitares de derecha y una fuerza policial especial brasileña corrupta.

### En películas

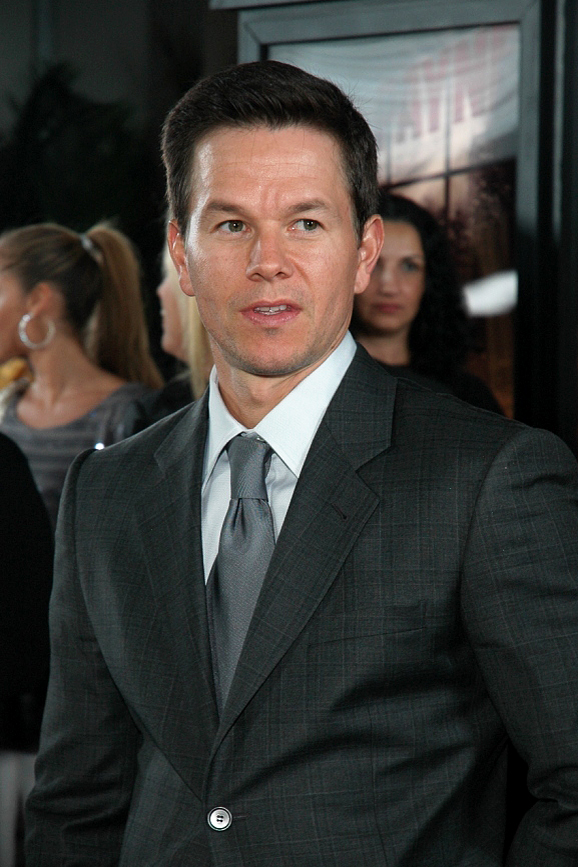
Mark Wahlberg en el estreno de la película de Max Payne

En la adaptación cinematográfica, basada libremente en la trama del primer juego, Max Payne (interpretado por Mark Wahlberg) es un policía de Nueva York que busca venganza contra los asesinos de su familia. Cuando Mark Wahlberg leyó por primera vez el guion de Beau Thorne, pensó que era "impresionante", pero se volvió cauteloso después de descubrir que estaba basado en un videojuego. Al describir su papel, Wahlberg dijo: "Probablemente sea uno de los papeles más atrevidos que he interpretado, pero también el que tiene más capas. Aquí hay un tipo muy feliz que tenía un trabajo pésimo, tenía una familia hermosa. Pero la belleza en su vida fue arrebatado. Él simplemente se vuelve loco. Todo está impulsado por la emoción". Scott Miller de 3D Realms, sin embargo, dijo que Max Payne estaba mal retratado en la película, por debajo de los estándares del juego.

### Otras apariciones
Un cómic digital vinculado a Max Payne 3 de tres números, creado y lanzado en asociación entre Rockstar Games y Marvel Comics, explora los primeros años de Max y los eventos previos al tercer juego de la serie. Max nació de Helen y Jack Payne. El padre de Max era un veterano de Vietnam que padecía TEPT y engañó y, en ocasiones, golpeó a su esposa. Una influencia importante en el niño fue su abuelo materno; un profesor universitario que le contaría historias de la mitología antigua. Helen murió en 1976, posiblemente debido a su alcoholismo; La muerte de Jack siguió tres años después. Cuando era joven, Max se graduó de la Academia de Policía de Nueva York como el mejor aprendiz de su clase. Varios años después, conoció a su futura esposa Michelle mientras la salvaba de dos ladrones. Se casaron seis meses después y su hija, Rose, nació el 4 de febrero de 1998.
En 2012, Rockstar lanzó varios conjuntos de ropa de Avatar de Xbox Live de Max Payne del juego original en Xbox Live Marketplace. Max Payne 3 Special Edition se incluyó con una estatua coleccionable de Max Payne de 10 "de altura hecha por TriForce.  Según un huevo de Pascua en Alan Wake de Remedy Entertainment, Max murió en 2016, trece años después de los eventos de Max Payne 2. Sin embargo, esto no es canónico, ya que los derechos de la serie se trasladaron a Rockstar Games. En el videojuego Grand Theft Auto V de Rockstar de 2013, los jugadores pueden personalizar a uno de los protagonistas, Michael De Santa, para que se parezca a Max en Max Payne 3.

Si pudieras destilar toda la amargura de Max Payne en una roca, sería un diamante de 500 quilates. Max no tiene ese lujo, así que usa su ira introvertida para alimentar su sentido vigilante de la justicia, dispensando la ira en forma de balas. Harry el Sucio estaría orgulloso.
Matt Bertz, Game Informer, 2010

Max Payne fue nombrado el mejor personaje de juego del año por Eurogamer en 2001. En 2008, PC Zone lo clasificó como el séptimo mejor personaje de juegos de PC y comentó: "Puede que sea un cliché del cine negro , pero Max Payne es un espécimen relativamente único en los juegos, con un guión soberbio y una actuación de voz adecuadamente suave para igualar". Game Informer lo incluyó en su lista de personajes de juegos que "daron forma a la década de 2000", elegidos tanto por el personal como por los lectores. En 2011, los lectores de Guinness World Records votaron a Max como el 42º mejor personaje de videojuegos de todos los tiempos. En 2012, GamesRadar lo clasificó en el puesto 23 en su lista de los "100 mejores héroes de los videojuegos", diciendo que aunque tuvo la peor suerte del planeta, "logró mantener la cordura y prevalecer".

Se necesitó un grupo entusiasta de finlandeses para lograr esa combinación estadounidense única de acción moderna y cine negro clásico, pero incluso ellos subestimaron el atractivo perdurable de Max. Él es el hombre empujado demasiado lejos, el antihéroe condenado que sigue luchando, el policía solitario traicionado pero nunca roto, siempre sardónico, nunca sombrío. La lucha constante de Max se siente atemporal.
Rus McLaughlin, The Escapist, 2012

Gulf News lo clasificó en segundo lugar en su lista de 2011 de los mejores personajes de videojuegos, y agregó que "su actitud sensata y de no tomar prisioneros le ganó legiones de fanáticos". Ese mismo año, 360 clasificó su nombre en el quinto lugar de su lista de los principales nombres de personajes "más varoniles" en Xbox 360. IGN destacó a Max en su artículo de 2012 "A History of Badasses", lo clasificó como el antihéroe "más notorio" de los juegos ese mismo año, y lo llamó "uno de los personajes más problemáticos de los videojuegos". "Ese mismo año, GamesRadar incluyó a Max entre los 13 bastardos más desafortunados en los juegos", afirmando que "es difícil pensar en un protagonista al que se le cague más implacablemente que a Max Payne" y lo destacó por tener "los monólogos internos más cómicos de todos los tiempos" aparecer en un juego". En 2013, Complex lo clasificó como el 42º personaje de videojuego "más rudo" de todos los tiempos.
La relación de Max con Mona Sax fue considerada como uno de los "romance de juego más desastrosos" por GamesRadar en 2011. La escena de sexo entre Max y Mona fue descrita por Games.net como "una de las más apropiadas jamás vistas en un videojuego", considerando que carece de la gratuidad que exhiben la mayoría de las escenas de sexo en los videojuegos.
En 2013, Complex incluyó a Max Payne en el puesto número dos en su lista de personajes de videojuegos de la "vieja escuela" que eran íconos de estilo, ya que "el aspecto de policía de Nueva York duro y arenoso encajaba perfectamente". Los cambios en el diseño inicial del personaje durante el largo ciclo de desarrollo de Max Payne 3 generaron severas críticas por parte de la comunidad de fans y de los medios; UGO comentó que "su aspecto suave y noir se vio afectado por la sensibilidad de la basura del remolque" y culpó a Obadiah Stane, Bam Bam Bigelow, John McClane y Kerry King por ser "el mayor responsable del nuevo estilo de Max". Keith Stuart de The Guardian opinó que, con el tercer juego, Rockstar logró convertir a "su antihéroe ex policía en un personaje creíble", incluso cuando hay una "ligera desconexión entre el Max tambaleante de las secuencias cinematográficas y el psicópata atlético que controlamos en las secciones interactivas".